# The Villainess
The Villainess (Originaltitel: 악녀 Angnyeo) ist ein Actionfilm des südkoreanischen Regisseurs Jung Byung-gil aus dem Jahr 2017. Der Film feierte seine Premiere im Mai 2017 auf den Internationalen Filmfestspielen von Cannes und wurde dort mit stehenden Ovationen gefeiert.

## Handlung
Die trainierte Attentäterin Sook-hee nimmt Rache an dem Mörder ihres Ehemanns. Im Anschluss wird sie von der Polizei festgenommen. Der Geheimdienst ist beeindruckt von ihren Fähigkeiten und plant, sie als Agentin einzusetzen. Dazu wird sie betäubt und einer plastischen Chirurgie unterzogen, damit man sie nicht mehr erkennt. Anfangs wehrt sich Sook-hee und versucht, aus dem Gebäude des Geheimdienstes auszubrechen. Doch die Leiterin teilt ihr mit, dass sie schwanger ist und mit monatlichem Gehalt nach 10 Jahren ein normales Leben führen könne, wenn sie die Aufträge des Geheimdienstes durchführt. In den Schulungen des Geheimdienstes wird sie in verschiedenen Bereichen geschult: Neben Kampf, den sie schon beherrscht, auch im Schauspielen, Kochen etc. Sie soll später als Schläferin eingesetzt werden und auf Kommando aktiviert werden, ansonsten aber ein normales Leben führen.
Nach ihrem ersten erfolgreich durchgeführten Auftrag darf sie das Gelände des Geheimdienstes mit ihrer Tochter verlassen. Unter einer neuen Identität namens Chae Yeon-soo zieht sie in ein Apartment in Seoul. Dort versucht der Geheimdienstagent Hyun-soo als Nachbar eine Beziehung zu ihr aufzubauen. Yeon-soo weiß aber nicht, dass er auch ein Geheimagent ist. Er soll Yeon-soo heiraten und überwachen, dann würde er befördert. In Rückblenden erinnert sich Yeon-soo an ihr vorheriges Leben. Als sie klein war, wurde ihr Vater ermordet. Seitdem suchte sie nach dem Mörder und wurde unter die Fittiche von Lee Joong-sang genommen, einem ausgezeichneten Kämpfer und Attentäter. Sie verliebte sich in ihn und heiratete ihn. Mit seiner Hilfe konnte sie auch den Mörder ihres Vaters stellen. Doch eines Tages wurde Joong-sang ermordet.
Yeon-soo kommt Hyun-soo immer näher. Beide wollen heiraten. Am Tag ihrer Hochzeit erhält Yeon-soo den nächsten Auftrag. Dabei entdeckt sie, dass die Zielperson ihr totgeglaubter Ehemann ist. Sie verfehlt ihn absichtlich und ist geschockt. Die Hochzeit mit Hyun-soo führt sie aus. Derweil versucht Joong-sang herauszufinden, von wem die Schüsse kamen und sieht sich die Aufnahmen der Hochzeit an. Diese wirkt verdächtig, da alle Gäste bezahlt waren.
Beide Treffen sich in einem Restaurant. Dabei erfährt Yeon-soo, dass Hyun-soo auch ein Undercover-Agent ist. Der Geheimdienst nimmt Yeon-soo in Gewahrsam. Joong-sangs Gang nimmt derweil Yeon-soos Apartment unter Beobachtung. Dort befinden sich Hyun-soo und Yeon-soos Tochter Eun-hye. Ein Gangmitglied dringt in das Apartment ein. Hyun-soo möchte das Kind schützen und erzählt ihm, dass es Joong-sangs Tochter sei. Doch Joong-sang bietet ihm lediglich an, das Kind im Austausch für sein eigenes Leben zu töten. Stattdessen bekämpft Hyun-soo das Gangmitglied, ist jedoch unterlegen und wird bewusstlos. Er wird mit Eun-hye und einer Bombe zurückgelassen. Gleichzeitig versucht Joong-sangs Gang Yeon-soo zu befreien und den Geheimdienst zu beschuldigen. Als Yeon-soo das Apartment erreicht, geht die Bombe hoch. Sowohl Hyun-soo als auch Eun-hye sterben dabei. Sie denkt, der Geheimdienst sei verantwortlich.
Sie stellt die Geheimdienstchefin Kwon-sook zur Rede. Diese hat jedoch ein Überwachungsband, das Joong-sangs Schuld beweist. Yeon-soo will sich nur noch rächen. Sie spürt Joong-sang auf, tötet seine Gang und letztlich auch ihn mit einer Axt. Danach wird sie von der Polizei umstellt.

## Rezeption
The Villainess lief am 8. Juni 2017 in den südkoreanischen Kinos an und erreichte etwa 1,2 Millionen Besucher.
Der Film wurde von einigen Kritikern mit Luc Bessons Film noir Nikita (1990) verglichen. Deborah Young vom Hollywood Reporter bezeichnete The Villainess als „Hochspannungsthriller“, in dem Kämpfe, Schießereien, Messerstechereien und Töten nur durch eine Hintergrundgeschichte und Charakterentwicklung unterbrochen werde. Nach Paul Byrnes von der Sydney Morning Herald sei Villainess ein actionreicher Film voller Gewalt, dessen verschachtelte Handlung wohl nichtmal die Autoren erklären könnten. Die Kameraarbeit sei ein wahres Spektakel. Michael Meyns von Filmstarts vergab an den Film 3,5 von 5 möglichen Sternen. The Villainess sei ein origineller Actionfilm. Für Shim Sun-ah von Yonhap ist die Leistung von Hauptdarstellerin Kim Ok-vin bemerkenswert. Der Film sei ein Actionspektakel mit aufregenden First-Person-Szenen.

## Auszeichnungen
Fantasia International Film Festival 2017
- Auszeichnung mit dem GURU Prize in Silber für den Besten Actionfilm

Buil Film Awards 2017
- Auszeichnung in der Kategorie Beste Kameraführung für Park Jung-hun

Daejong-Filmpreis 2017
- Auszeichnung in der Kategorie Beste Kameraführung für Park Jung-hun
- Auszeichnung in der Kategorie Beste Technik

Blue Dragon Award 2017
- Auszeichnung in der Kategorie Beste Technische Errungenschaft – Stunts

Busan Film Critics Awards 2017
- Auszeichnung in der Kategorie Beste Technik für Park Jung-hun und Kwon Kwi-deok

Chunsa Film Art Awards 2018
- Auszeichnung in der Kategorie Beste Darstellerin für Kim Ok-vin